# Kékesi Márk Zoltán
Kékesi Márk Zoltán (Budapest, 1979. március 22.) szociológus, a Szegedi Tudományegyetem Pszichológiai Intézetének volt oktatója, a Fejlődés és társadalomlélektani szakcsoport egykori tagja; villanyszerelő.

## Oktatási területei
Statisztika, szociálpszichológiai kutatásmódszertan.

## Kutatási területei
„A társadalomlélektan, ezen belül elsősorban a boldogság és az elégedettség szubjektív tényezői, a rendszerváltás utáni közép-európai társadalmak értékrendje, a nemzeti identitás, valamint a történelem laikus reprezentációja.”

## Életpályája
1998-ban tett gimnáziumi érettségit Budapesten. 1999-2005 között a Szegedi Tudományegyetem Bölcsészettudományi Karán szociológia szakon végzett. Posztgraduális képzés: 2005-től a győri Széchenyi Egyetem Gazdaság- és Regionális Tudományi Doktori Iskolájának PhD-hallgatója, 2008-tól a Pécsi Tudományegyetem Bölcsészettudományi Kar Pszichológiai Doktori Iskolájának Szociálpszichológia programjában vett részt PhD hallgatóként.

## Munkaállomásai
Korábbi munkahelyek: 2005-2006 között a TÁRKI Adatfelvételi Osztályán dolgozott szociológusként. Majd az Országos Közoktatási Intézet kutatási asszisztenseként működött 2006-2007-ig. 2007-től pedig az SZTE BTK Pszichológiai Intézetének oktatója és kutatója.

## Fontosabb tanulmányai (válogatás)
- Kékesi Márk Zoltán: Nemzeti mítoszok: a dákó-román kontinuitás és a magyar Szent Korona. In: Bölcső 2003/1.
- A vallás és életminőség néhány összefüggéséről. In: Utasi Ágnes (szerk.): A szubjektív életminőség forrásai. MTA Politikai Tudományok Intézete, Budapest, 2006.;
- A szubjektív életminőség térbeli vonatkozásai. In: Utasi Ágnes (szerk.): A szubjektív életminőség feltételei. MTA Politikai Tudományok Intézete, Budapest, 2007.[2]
- Dimitrie Gusti és a bukaresti monografikus szociológiai iskola. Kultúra és Közösség, 11. évf. 2007/2-3. sz. 113-119. p.[3]
- Kőrössy Judit, Csabai Márta, Kékesi Márk: Fiatalok boldogsága és jövőképe (megjelenés alatt)

## Társasági tagság
- Magyar Szociológiai Társaság (2000-)